# VTV Cup
Giải bóng chuyền nữ quốc tế VTV Cup là giải đấu quốc tế được Liên đoàn bóng chuyền Việt Nam và Đài Truyền hình Việt Nam phối hợp tổ chức sự tham gia của đội tuyển bóng chuyền nữ quốc gia Việt Nam và các đội bóng chuyền quốc tế, được tổ chức lần đầu tiên năm 2004.
Các mùa giải từ 2020 đến 2022 bị hoãn do ảnh hưởng của đại dịch COVID-19 trên toàn cầu và việc lùi lịch thi đấu của Đại hội Thể thao Đông Nam Á 2021. Giải đấu trở lại vào năm 2023.

## Lịch sử
Ý tưởng về một giải bóng chuyền mang thương hiệu của VTV xuất phát từ một cuộc gặp tình cờ giữa nhà báo Phan Ngọc Tiến – lúc đó là lãnh đạo của Phòng Thể thao của VTV3, sau này là Trưởng ban Thể thao, Đài Truyền hình Việt Nam – và một quan chức Liên đoàn bóng chuyền Việt Nam. Là người quan tâm tới bóng chuyền, từng được trực tiếp tham gia tác nghiệp tại nhiều kỳ SEA Games, nhà báo Phan Ngọc Tiến không khỏi băn khoăn về việc các tuyển thủ nữ Việt Nam có thể hình không thua kém nhiều với Thái Lan, nhưng luôn thua sát ván mỗi khi đối đầu trực tiếp. Ông nhận được lời giải thích rằng một năm Thái Lan được thi đấu từ 10 đến 16 trận đấu quốc tế, trong khi Việt Nam chỉ có vài tuần tập huấn mỗi lần tập trung đội tuyển và không có nhiều cơ hội như vậy.
Ông Tiến cũng bày tỏ với vị lãnh đạo bóng chuyền về việc cam kết mời các đội nước ngoài tham dự giải đấu để giúp cho đội tuyển Việt Nam có một chuyến tập huấn tại chỗ. Ý tưởng này lập tức được vị lãnh đạo này hưởng ứng để rồi năm 2002, ông Tiến đã đề xuất với lãnh đạo VTV để thành lập một giải đấu bóng chuyền và tới năm 2004 giải đấu chính thức được ra đời.

## Kết quả
| 2004 Chi tiết | Nam Định        | Nam Kinh             | 3–0 | Rahat Almaty        | Hồng Hà Vân Nam           | 3–1 | · Việt Nam             |
| 2005 Chi tiết | Nam Định        | Denso Airybees       | 3–1 | · Việt Nam          | Hồng Hà Vân Nam           | 3–2 | Zhetysu Almaty         |
| 2006 Chi tiết | Vĩnh Phúc       | Tứ Xuyên             | 3–2 | · Việt Nam          | Đại học Nam Khai          | 3–0 | · Trẻ Thái Lan         |
| 2007 Chi tiết | TP. Hồ Chí Minh | · Việt Nam           | 3–1 | Đại học St. John's  | Zhetysu Almaty            | 3–2 | Shikoku Eighty 8 Queen |
| 2008 Chi tiết | Cần Thơ         | April 25 SC          | 3–1 | Zhetysu Almaty      | · Việt Nam                | 3–0 | · Úc                   |
| 2009 Chi tiết | Đắk Lắk         | · Việt Nam           | 3–0 | Technokom Ukraine   | Quảng Đông                | 3–1 | Phuket                 |
| 2010 Chi tiết | Đắk Lắk         | · Việt Nam           | 3–2 | Vingroup            | · Trẻ Thái Lan            | 3–1 | VTV Bình Điền Long An  |
| 2011 Chi tiết | Đắk Lắk         | · Sinh viên Nhật Bản | 3–0 | Bắc Kinh            | · Việt Nam                | 3–0 | · CHDCND Triều Tiên    |
| 2012 Chi tiết | Vĩnh Phúc       | · Sinh viên Nhật Bản | 3–0 | · CHDCND Triều Tiên | Hwaseong IBK Altos        | 3–2 | · Việt Nam             |
| 2013 Chi tiết | Ninh Bình       | Giang Tô             | 3–1 | · Việt Nam          | Sơn Đông                  | 3–0 | · Trẻ Kazakhstan       |
| 2014 Chi tiết | Bắc Ninh        | · Việt Nam           | 3–1 | · Trẻ Thái Lan      | · CHDCND Triều Tiên       | 3–0 | · Trẻ Kazakhstan       |
| 2015 Chi tiết | Bạc Liêu        | · U23 Thái Lan       | 3–1 | Liêu Ninh           | April 25 SC               | 3–1 | · Việt Nam             |
| 2016 Chi tiết | Hà Nam          | Supreme Chonburi     | 3–0 | · Việt Nam          | · Indonesia               | 3–0 | · Trẻ Trung Quốc       |
| 2017 Chi tiết | Hải Dương       | · Sinh viên Nhật Bản | 3–0 | · Indonesia         | · Việt Nam                | 3–0 | Suwon City             |
| 2018 Chi tiết | Hà Tĩnh         | · Việt Nam           | 3–0 | · CHDCND Triều Tiên | Tứ Xuyên                  | 3–2 | Altay                  |
| 2019 Chi tiết | Quảng Nam       | NEC Red Rockets      | 3–1 | · Việt Nam          | · CHDCND Triều Tiên       | 3–0 | Phúc Kiến              |
| 2023 Chi tiết | Lào Cai         | · Việt Nam 1         | 3–0 | · Việt Nam 2        | Choco Mucho Flying Titans | 3–1 | Đại học Kansai         |
| 2024 Chi tiết | Ninh Bình       | Korabelka            | 3–0 | · Việt Nam          | Korea Expressway          | 3–1 | Kuanysh                |
| 2025 Chi tiết | Phú Thọ         | Korabelka            | 3–2 | · Việt Nam          | · Đài Bắc Trung Hoa       | 3–0 | · Philippines          |

## Bảng xếp hạng huy chương
| Hạng                | Đoàn                    | Vàng | Bạc | Đồng | Tổng số |
| ------------------- | ----------------------- | ---- | --- | ---- | ------- |
| 1                   | Việt Nam (VIE)          | 6    | 8   | 3    | 17      |
| 2                   | Nhật Bản (JPN)          | 5    | 0   | 0    | 5       |
| 3                   | Trung Quốc (CHN)        | 3    | 2   | 6    | 11      |
| 4                   | Thái Lan (THA)          | 2    | 1   | 1    | 4       |
| 5                   | Nga (RUS)               | 2    | 0   | 0    | 2       |
| 6                   | CHDCND Triều Tiên (PRK) | 1    | 2   | 3    | 6       |
| 7                   | Kazakhstan (KAZ)        | 0    | 2   | 1    | 3       |
| 8                   | Ukraina (UKR)           | 0    | 2   | 0    | 2       |
| 9                   | Indonesia (INA)         | 0    | 1   | 1    | 2       |
| 10                  | Hoa Kỳ (USA)            | 0    | 1   | 0    | 1       |
| 11                  | Hàn Quốc (KOR)          | 0    | 0   | 2    | 2       |
| 12                  | Đài Bắc Trung Hoa (TPE) | 0    | 0   | 1    | 1       |
| 12                  | Philippines (PHI)       | 0    | 0   | 1    | 1       |
| Tổng số (13 đơn vị) | Tổng số (13 đơn vị)     | 19   | 19  | 19   | 57      |

## Thành tích
| Đại diện từ       | 04  | 05  | 06  | 07   | 08  | 09  | 10  | 11  | 12  | 13  | 14  | 15  | 16  | 17  | 18  | 19  | 23  | 24  | 25  | Số lần |
| ----------------- | --- | --- | --- | ---- | --- | --- | --- | --- | --- | --- | --- | --- | --- | --- | --- | --- | --- | --- | --- | ------ |
| Úc                | 6th | •   | •   | •    | 4th | 6th | •   | 8th | 7th | 5th | 6th | •   | •   | •   | •   | 6th | 5th | •   | 8th | 10     |
| Belarus           | •   | •   | 5th | •    | •   | •   | •   | •   | •   | •   | •   | •   | •   | •   | •   | •   | •   | •   | •   | 1      |
| Trung Quốc        | 1st | 3rd | 1st | 6th  | •   | 3rd | •   | 2nd | 8th | 1st | 5th | 2nd | 4th | 5th | 3rd | 4th | •   | 7th | 7th | 23     |
| Trung Quốc        | 3rd | 3rd | 3rd | 7th  | •   | 3rd | •   | 2nd | 8th | 3rd | 5th | 5th | 6th | 5th | 5th | 4th | •   | 7th | 7th | 23     |
| Đài Bắc Trung Hoa | •   | •   | •   | •    | •   | •   | •   | •   | •   | •   | •   | •   | •   | •   | 6th | 5th | •   | 6th | 3rd | 4      |
| Indonesia         | •   | •   | 6th | •    | •   | •   | •   | •   | •   | •   | •   | •   | 3rd | 2nd | •   | •   | •   | •   | •   | 3      |
| Nhật Bản          | •   | 1st | •   | 4th  | •   | •   | •   | 1st | 1st | •   | •   | •   | 5th | 1st | 8th | 1st | 4th | 5th | •   | 10     |
| Kazakhstan        | 2nd | 4th | •   | 3rd  | 2nd | •   | •   | 7th | 5th | 4th | 4th | •   | •   | •   | 4th | 7th | •   | 4th | •   | 11     |
| Malaysia          | •   | •   | •   | •    | •   | •   | 6th | •   | •   | •   | •   | •   | •   | •   | •   | •   | •   | •   | •   | 1      |
| Myanmar           | •   | •   | •   | 8th  | •   | •   | •   | •   | •   | •   | •   | •   | •   | •   | •   | •   | •   | •   | •   | 1      |
| New Zealand       | •   | •   | •   | •    | 5th | •   | •   | •   | •   | •   | •   | •   | •   | •   | •   | •   | •   | •   | •   | 1      |
| CHDCND Triều Tiên | •   | •   | •   | •    | 1st | •   | •   | 4th | 2nd | •   | 3rd | 3rd | •   | •   | 2nd | 3rd | •   | •   | •   | 7      |
| Philippines       | •   | •   | •   | 10th | •   | •   | •   | •   | •   | •   | •   | 6th | •   | •   | •   | •   | 3rd | 8th | 4th | 5      |
| Nga               | •   | •   | •   | •    | •   | •   | •   | •   | •   | •   | •   | •   | •   | •   | •   | •   | •   | 1st | 1st | 2      |
| Hàn Quốc          | •   | •   | •   | •    | •   | •   | •   | 6th | 3rd | •   | •   | •   | •   | 4th | •   | •   | 6th | 3rd | •   | 5      |
| Sri Lanka         | •   | •   | 8th | 11th | •   | •   | •   | •   | •   | •   | •   | •   | •   | •   | •   | •   | •   | •   | •   | 2      |
| Thái Lan          | 5th | 5th | 4th | 5th  | 6th | 4th | 3rd | 5th | 6th | 6th | 2nd | 1st | 1st | 7th | •   | •   | •   | •   | 5th | 16     |
| Thái Lan          | 5th | 5th | 4th | 5th  | 6th | 4th | 5th | 5th | 6th | 6th | 2nd | 1st | 1st | 7th | •   | •   | •   | •   | 5th | 16     |
| Ukraina           | •   | •   | 7th | •    | •   | 2nd | 2nd | •   | •   | •   | •   | •   | •   | •   | •   | •   | •   | •   | •   | 3      |
| Hoa Kỳ            | •   | •   | •   | 2nd  | •   | •   | •   | •   | •   | •   | •   | •   | •   | •   | •   | •   | •   | •   | •   | 1      |
| Việt Nam          | 4th | 2nd | 2nd | 1st  | 3rd | 1st | 1st | 3rd | 4th | 2nd | 1st | 4th | 2nd | 3rd | 1st | 2nd | 1st | 2nd | 2nd | 27     |
| Việt Nam          | 4th | 2nd | 2nd | 9th  | 3rd | 5th | 4th | 9th | 4th | 2nd | 1st | 4th | 2nd | 6th | 7th | 2nd | 2nd | 2nd | 6th | 27     |
| Tổng cộng         | 6   | 5   | 8   | 11   | 6   | 6   | 6   | 9   | 8   | 6   | 6   | 6   | 6   | 7   | 8   | 7   | 6   | 8   | 8   |        |

## MVPtheo mùa giải
- 2004 –  Yelena Pavlova
- 2005 –  Ayako Sana
- 2006 –  Chen Jing
- 2007 –  Tatyana Pyurova
- 2008 –  Jong Jin-sim
- 2009 –  Nguyễn Thị Ngọc Hoa
- 2010 –  Đỗ Thị Minh
- 2011 –  Asuka Minamoto
- 2012 –  Jong Jin-sim
- 2013 –  Nguyễn Thị Ngọc Hoa
- 2014 –  Nguyễn Thị Ngọc Hoa
- 2015 –  Jong Jin-sim
- 2016 –  Aprilia Santini Manganang
- 2017 –  Yūka Imamura
- 2018 –  Trần Thị Thanh Thúy
- 2019 –  Mizuki Yanagita
- 2023 –  Trần Thị Thanh Thúy
- 2024 –  Elizaveta Nesterova
- 2025 –  Elizaveta Nesterova